# 1906년 중간 올림픽 조정 남자 싱글스컬
1906년 중간 올림픽 조정 남자 싱글스컬 종목은 그리스 아테네에서 개최된 1906년 중간 올림픽 조정의 세부 종목으로, 1906년 4월 27일에 제아 만에서 진행되었고 1개국에서 2명의 선수가 참가하였다. 싱글스컬 경기는 1000m 거리로 진행되었다.

## 경기장
| 도시   | 경기장  | 로마자     | 비고    |
| ------ | ------- | ---------- | ------- |
| 아테네 | 제아 만 | Bay of Zea | 전 경기 |

## 경기 결과
| 순위 | 선수                  | 기록   | 비고 |
| ---- | --------------------- | ------ | ---- |
| 1    | 가스통 델라플란 (FRA) | 5:53.4 |      |
| 2    | 조세 라랑 (FRA)       | 6:07.2 |      |

## 메달리스트
| 금                       | 은                 | 동   |
| 가스통 델라플란 · 프랑스 | 조세 라랑 · 프랑스 | 없음 |

## 참고 자료
- (영어) “Rowing at the 1906 Athina Summer Games: Men's Single Sculls”. sports-reference.com. 2014년 2월 4일에 원본 문서에서 보존된 문서. 2011년 1월 13일에 확인함.
- (영어) De Wael, Herman. “Herman's Full Olympians: "Rowing 1906".”. 2013년 9월 21일에 원본 문서에서 보존된 문서. 2011년 1월 13일에 확인함.